# Burkhard Jahn

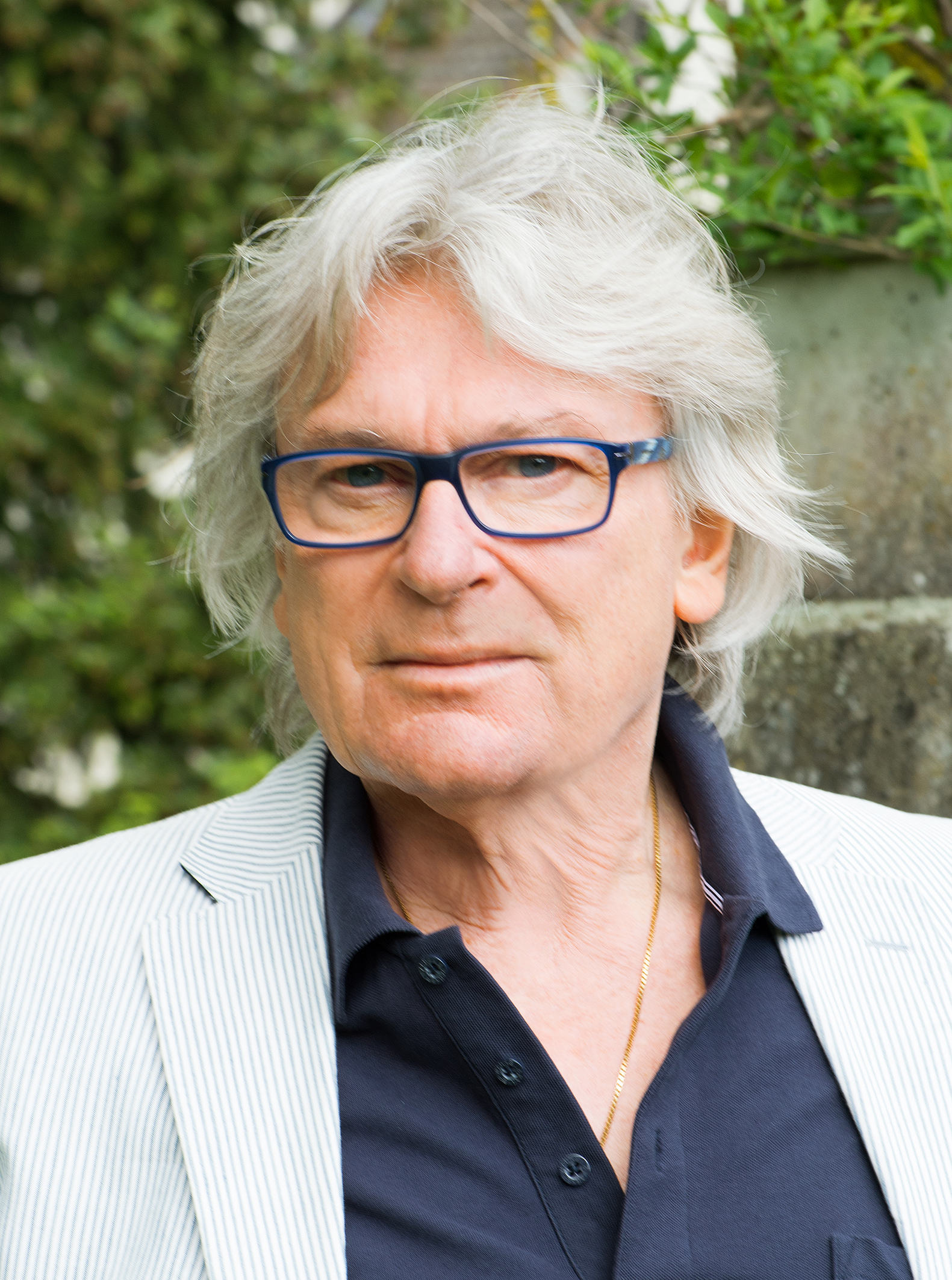
Burkhard Jahn (Foto von Maja Beck)

Burkhard Jahn (* 24. April 1948 in Hildesheim) ist ein deutscher Schauspieler, Regisseur und Autor.

## Leben
Nach dem Studium der Germanistik, Publizistik und Kunstgeschichte in Hamburg sowie an der dortigen Schauspielschule war Burkhard Jahn an Bühnen im deutschsprachigen Raum (darunter Staatstheater Saarbrücken, Theater Bonn, Schauspielhaus Bochum, Hamburger Kammerspiele) engagiert und hat Haupt- und Titelrollen wie Hamlet, Oedipus und Michael Kohlhaas verkörpert.
Jahn trat außerdem in Fernsehserien auf und arbeitete als Sprecher bei 3sat und dem Schweizer Fernsehen. Bei verschiedenen Zürcher Filmfirmen war er für Konzeptentwicklung, Drehbücher und Mitarbeit an der Regie zuständig. Außerdem war er Regisseur und Künstlerischer Leiter des Theaters in der Cristallerie in Wadgassen bei Saarbrücken und gehörte zum Leitungsteam des Schweizer Musicals Space Dream.
Zu den Regisseuren, mit denen Jahn zusammengearbeitet hat, gehören Joachim Preen, Hans Neuenfels, Wilfried Minks, Hans-Joachim Heyse, Peter Beauvais, August Everding, Wilhelm Engelhardt, Wolfgang Liebeneiner, Gerhard Klingenberg und Klaus Rohrmoser.
Neben seiner schauspielerischen Arbeit ist Jahn auch als Autor tätig. Er verfasste vor allem Lyrik, Erzählungen und Kurzgeschichten sowie Bühnentexte und Drehbücher für Dokumentarfilme, insbesondere Städteporträts, u. a. für Regio TV/CH. Unter dem Pseudonym „Roberto Linnarz“ veröffentlichte er sowohl Theatertexte als auch feuilletonistische Artikel, u. a. in der Zürcher 'Weltwoche'.
Seit 2007 tritt Jahn mit Lesungen und Rezitationen eigener und fremder Texte auf, z. T. mit musikalischer Begleitung.
Burkhard Jahn lebt mit seiner Frau, der Schweizer Schauspielerin Sylvia Silva, in der Nähe von Zürich.

## Theaterengagements
- 1970–1971: Regieassistent an der Hamburgischen Staatsoper
- 1972–1975: Ulmer Theater als Schauspieler
- 1975–1976: Schauspielhaus Bochum als Schauspieler
- 1976–1978: Pfalztheater Kaiserslautern als Schauspieler und Regisseur
- 1978–1980: Staatstheater Saarbrücken als Schauspieler und Regisseur
- 1980–1981: Bühnen der Stadt Bonn als Schauspieler
- 1983–1984: Theater Osnabrück als Schauspieler und Regisseur
- 1981, 1985, 1989, 1991: Jeweils eine Hauptrolle an der Landesbühne Hannover
- 1982–1983: Schlosstheater Moers, Titelrolle Philoktet (Heiner Müller)
- 1984–1986: Burgfestspiele Jagsthausen als Schauspieler
- 1989–1992: Künstlerischer Leiter Theater in der Cristallerie, Wadgassen bei Saarbrücken
- 1989: Hamburger Kammerspiele als Schauspieler (Astrow) in Onkel Wanja
- 1982–1996: Diverse Haupt- und Titelrollen auf Tourneen
- 1995–2000: Zunächst Darsteller-Coach, später Künstlerischer Leiter (director in residence) am Space Dream Musical Theater, Baden bei Zürich

## Filmografie
- 1971: Dreht euch nicht um, der Golem geht um (Regie: Peter Beauvais)
- 1972: Wir 13 sind 17
- 1975: Tatort – Schöne Belinda (Regie: Theo Mezger)
- 2001: Die Rosenheim-Cops, Folge 6: Feuervogel
- 2007: RSI Die Sprache der Toten, Folge 6: Wettlauf mit dem Tod
- 2013: Das Sonnentemplerdrama, DOK-Film (als Sektenführer Jo di Mambro)

## Inszenierungen (Auswahl)
- 1997: Space Dream (Berliner Fassung), Musicaltheater im Hangar II, Flughafen Tempelhof, Berlin
- 1997–2000: Space Dream (als Director in residence), Baden bei Zürich
- 2004: La machine reve (Tinguely-Oper) von Matthias Heep, Uraufführung im Museum Tinguely im Rahmen des Festivals „les muséiques“, Basel 2004, aufgezeichnet und mehrfach ausgestrahlt von telebasel
- 2004: Hexenjagd (Arthur Miller), Burgfestspiele Tittmoning
- 2005: Hexenjagd, Salzachfestspiele Laufen
- 2012: Nest für einen Star, Theater Nuri Zürich
- 2012 Terra Brasilis – Musik und Literatur aus Brasilien mit Enio Mendes jr. und Burkhard Jahn, Uraufführung im Kino und Veranstaltungsort „Aalass“ in Zofingen, weitere Gastspiele in der Schweiz
- Weitere Inszenierungen: Urfaust, Dreigroschenoper und Minna von Barnhelm am Theater in der Cristallerie; Die Ausnahme und die Regel (Bertolt Brecht), Pfalztheater Kaiserslautern; Body Building (Bodo Kirchhoff), Staatstheater Saarbrücken; König Ubu (Alfred Jarry), Theater Osnabrück

## Auszeichnungen als Autor
- 1987: 4. Fachingen Kulturpreis für die Erzählung 'Ein Brief an Goethe'
- 1997: 2. Preis im Ersten Berner Lyrik-Wettbewerb

## Schriften
- Requiem für A.R. Arnshaugk Verlag, Neustadt an der Orla 2018, ISBN 978-3-944064-99-4
- Der Weg an der Sarca. Roman. Verlag Bibliothek der Provinz, Weitra 2017, ISBN 978-3-99028-569-5
- Himmelblauer November. Gedichte. Arnshaugk Verlag, Neustadt an der Orla 2015, ISBN 978-3-944064-38-3
- Zenani. (art-)musical (unter dem Pseudonym 'Roberto Linnarz'), J.S. Production, 2000
- Verdunkelung. Erzählung, in: 'entwürfe', Zürich 4/2010
- Ein Brief an Goethe, 4. Fachingen Kulturpreis 1987, veröffentlicht ebenda
- Diverse Lyrik-Veröffentlichungen in Sammelbänden, u. a. in der Edition L. 1988–1992, Aufsätze und Artikel in Sammelbänden, Zeitungen und Periodika